# Max Hegewald
Max Hegewald (* 20. August 1991 in Berlin) ist ein deutscher Schauspieler und Regisseur.

## Leben und Wirken
2005 und 2006 nahm Hegewald Schauspielunterricht bei Gabriela Zorn. Von 2013 bis 2016 studierte er an der  Filmuniversität Babelsberg Konrad Wolf, Abschluss BA. Zwischen 2005 und 2007 wirkte er in der P14 Jugendtheatergruppe an der Volksbühne Berlin mit. 2008 gab er in der Folge Der Fall des Jochen B. in der Fernsehserie Rosa Roth sein Fernsehdebüt. Im selben Jahr wirkte er im Theaterstück Die Schule der Dummen mit, das beim Hundert Grad Festival in Berlin prämiert wurde. 2009 spielte er in Aelrun Goettes mit dem Grimme-Preis ausgezeichneten Sozialdrama Keine Angst an der Seite von Michelle Barthel und Carolyn Genzkow die Hauptrolle. Im Juni 2010 wirkte er neben Benno Fürmann in Jan Ruzickas Fernsehfilm Der Mauerschütze mit. Hierfür wurde er 2012 für den New Faces Award als bester Nachwuchsschauspieler nominiert. Im Februar 2011 erhielt er im Rahmen der Goldene-Kamera-Verleihung die Lilli Palmer & Curd Jürgens Gedächtniskamera als bester Nachwuchsschauspieler. 2013 studierte er an der Filmuniversität Babelsberg Konrad Wolf das Fach Dramaturgie.
Hegewald ist überwiegend in Berlin tätig. Dort entstand 2008 auch im Rahmen einer Jugendfilmgruppe der Low-Budget-Spielfilm Goldfische fliegen nicht, für den Hegewald das Drehbuch schrieb und Regie führte.
2011 drehte er mit dem deutsch-katalanischen Filmstudenten Quimu Casalprim i Suárez den Stummfilm Galileos Monde, der im April 2012 auf dem 9. Festival du Cinéma de Brive Premiere feierte.
Im Februar 2021 outete er sich im Rahmen der Initiative #actout im SZ-Magazin mit 185 anderen lesbischen, schwulen, bisexuellen, queeren, nicht-binären und trans* Schauspielern.

## Filmografie (Auswahl)
- 2008: Rosa Roth – Der Fall des Jochen B.
- 2009: Keine Angst
- 2009: Résiste – Aufstand der Praktikanten
- 2010: Philipp (Kurzfilm)
- 2010: Kommissarin Lucas – Wenn alles zerbricht (Fernsehserie)
- 2010: Der Mauerschütze
- 2011: Ein starkes Team: Tödliches Schweigen (Fernsehserie)
- 2012: Mia und der Minotaurus (Kurzfilm)
- 2012: Die Chefin – Die Enthüllung
- 2012: Galileos Monde
- 2012: Arnes Nachlass
- 2012: Vatertage – Opa über Nacht
- 2012: Letzte Spur Berlin – Entzugserscheinung
- 2013: Scherbenpark
- 2013, 2015: Weissensee (Fernsehserie, 6 Folgen)
- 2013: Und morgen Mittag bin ich tot
- 2013: Polizeiruf 110 – Der verlorene Sohn
- 2013: Wenn es am schönsten ist
- 2014: Mord am Höllengrund
- 2014: Zu mir oder zu dir?
- 2015: Schuld – Die Illuminaten
- 2015: Nackt unter Wölfen
- 2015: Mordkommission Istanbul – Der Broker vom Bosporus
- 2016: Die Kinder meines Bruders
- 2016: In aller Freundschaft – Die jungen Ärzte – Die entscheidenden Sekunden[5]
- 2017: SOKO Köln – Verbrannt
- 2017: SOKO München – Nachtschicht
- 2017: In aller Freundschaft – Fehler im System
- 2017: Notruf Hafenkante – Innere Werte
- 2017: Am Tag die Sterne
- 2017: Katie Fforde – Herzenssache
- 2017: Obst & Gemüse (Kurzfilm)
- 2017: SOKO Stuttgart – Die Seele ist unsterblich
- 2017: SOKO Leipzig – Der einzige Ausweg
- 2018: WaPo Bodensee – Verschwunden
- 2018: Großstadtrevier – Der Neue mit „T“
- 2018: Der Prag-Krimi – Die Wasserleiche
- 2018: Extraklasse (Fernsehfilm)
- 2019: Terra X – Ein Tag in Paris
- 2019: Morden im Norden – Selbstlos
- 2019: Meine Nachbarn mit dem dicken Hund
- 2019: Die Pfefferkörner – Das Cello
- 2021: Extraklasse 2+ (Fernsehfilm)
- 2022: Stubbe – Ausgeliefert
- 2023: SOKO Leipzig – Family Business
- 2023: 5 Seasons – eine Reise

### SOKO Potsdam
- 2021: Taxidriver
- 2022: Mensch und Maschine
- 2022: Wer einmal lügt
- 2022: Es lebe der Sport

### Regie
- 2010: Goldfische fliegen nicht
- 2011: Die Angsthasen
- 2014: Nachtschattengewächse
- 2016: Schnee essen
- 2019: Luft
- 2023: SOKO Potsdam

## Auszeichnungen
- 2011: Goldene Kamera: Lilli Palmer & Curd Jürgens Gedächtniskamera als bester Nachwuchsschauspieler
- 2012: Nominierung für den New Faces Award als bester Nachwuchsschauspieler für Der Mauerschütze[6]
- 2014: Günter-Strack-Fernsehpreis für Arnes Nachlass
- 2015: Nominierung für den Jupiter Award als bester Nachwuchsschauspieler für Wenn es am schönsten ist[7]